# Щурат Степан Васильович
Степа́н Васи́льович Щура́т (7 січня 1909, Львів — 14 березня 1990, Львів) — український учений-літературознавець, син Василя Щурата.

## Біографія
Народився 7 січня 1909 року у Львові. 1931 року закінчив Львівський університет. У 1934 році захистив магістерську дисертацію «Тимко Падура, його життя і творчість». Деякий час працював учителем гімназії.
З 1933 року видавав перший український спеціальний журнал для фотографів «Світло й тінь». З 1937 року редагував щомісячний часопис із краєзнавства і туризму «Наша Батьківщина». На початку 1940 років Щурат — науковий співробітник Інституту літератури АН УРСР у Львові, викладач художньо-промислового училища. У повоєнні роки працював в установах АН УРСР. З 1951 року — науковий співробітник відділу літератури Інституту суспільних наук АН УРСР, а в 1958—1971 роках — завідувач відділу, доктор філологічних наук (з 1971). Зазнав переслідувань під час кампанії погрому наукових установ України на початку 1970 років. У вересні 1972 року був змушений звільнитися з роботи.

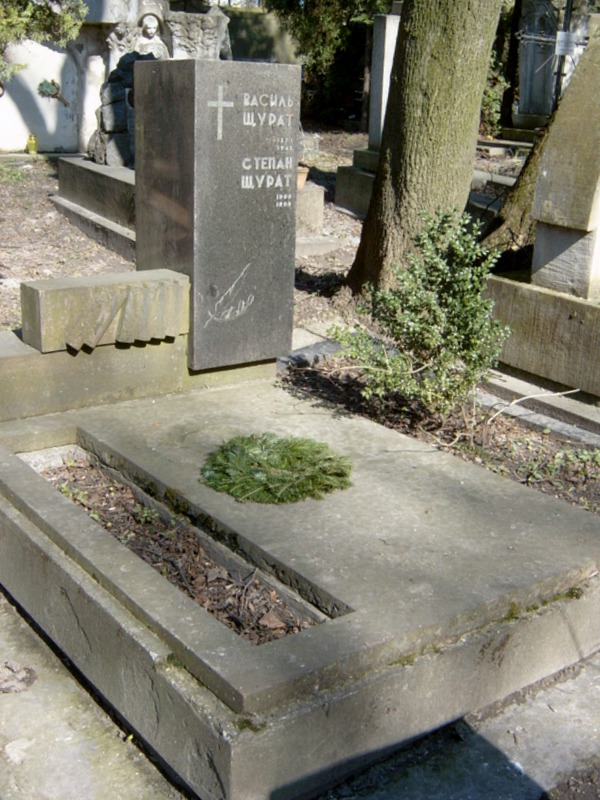
Могила Степана Щурата

Помер 14 березня 1990 у Львові. Похований на Личаківському цвинтарі рідного міста.

## Наукова діяльність
Ще у студентські роки на сторінках журналу «Нові шляхи» виступив з першими своїми віршами, публікував переклади творів російських поетів Петра Орешина, Володимира Маяковського, Сергія Єсеніна. Тоді ж надрукував одну з перших своїх літературознавчих праць про українського поета і громадського діяча Євгена Григорука та статтю (у співавторстві з Іваном Крушельницьким) «Лірика на манівцях емігрантщини» — про творчість українських поетів, які опинились в еміграції.
За час роботи в Інституті суспільних наук АН УРСР учений опублікував понад 50 наукових праць. Увагу Щурата привертали різні періоди і постаті українського письменства. Але основною темою його досліджень стала творчість Івана Франка, якій присвячені монографії «Рання творчість Івана Франка» (1956), повість Івана Франка «Борислав сміється» (1966), цілий ряд розвідок і статей. Керував підготовкою до друку п'яти томів з двадцятитомного і п'ятдесятитомного видань творів І. Франка.